# Little Richard Is Back
Little Richard Is Back (And There’s a Whole Lotta Shakin’ Going On!) — восьмой альбом американского певца Литла Ричарда, вышедший в 1964 году на лейбле Vee-Jay Records.

## Об альбоме
Название диска показывает, что музыкант вернулся к рок-н-роллу. С 1959 года Литл Ричард не записывал ничего, кроме церковных гимнов в жанре госпел. В 1964 году певец решил вернуться на свою старую фирму звукозаписи Specialty Records, на которой он записывал свои самые известные рок-н-ролльные хиты в 1955—1957 гг. Однако на лейбле Ричард долго не задержался: записав два сингла «Bama Lama Bama Loo» и «Ann’s Back», он перешёл на Vee-Jay Records, для которого записал старые рок-н-роллы, а также новый материал. На новом лейбле Литл Ричард пробыл всего год. Две первые долгоиграющие пластинки на Vee-Jay, включая данный альбом, состояли из рок-н-роллов 1950-х гг. Более новый материал, записанный тогда же, был выпущен лишь на синглах.

## Список композиций
1. A Whole Lotta Shakin’ Going On
2. Going Home Tomorrow
3. Money Honey
4. Only You
5. Hound Dog
6. Good Night, Irene
7. Lawdy Miss Clawdy
8. Groovy Little Suzy
9. Short Fat Fanny
10. Cherry Red
11. Memories Are Made Of This
12. Blueberry Hill

- 1—3, 5—7 записаны 30 июня 1964; 4, 8—12 записаны 31 августа 1964.

## Альбомные синглы
- Whole Lotta Shakin’ / Goodnight, Irene (8/1964; Vee-Jay 612)
- Blueberry Hill / Cherry Red (10/1964; Vee-Jay 625)